# Czyżowice (Prudnik)
Czyżowice (deutsch: Zeiselwitz) ist ein Ort in der Stadt- und Landgemeinde Prudnik im Powiat Prudnicki der Woiwodschaft Opole in Polen.

## Geographie
Das Waldhufendorf Czyżowice liegt etwa sechs Kilometer nördlich von Prudnik (Neustadt O.S.) und 54 Kilometer von  Opole (Oppeln) am Zülzer Wasser (polnisch Biała) in der Nizina Śląska (Schlesische Tiefebene).
Nachbarorte von Czyżowice sind Laskowiec (Haselvorwerk) im Norden, Prężynka (Klein Pramsen) im Südosten, Wierzbiec (Wackenau) im Norden,  Niemysłowice (Buchelsdorf) im Südwesten und Rudziczka (Riegersdorf) im Westen.

## Geschichte

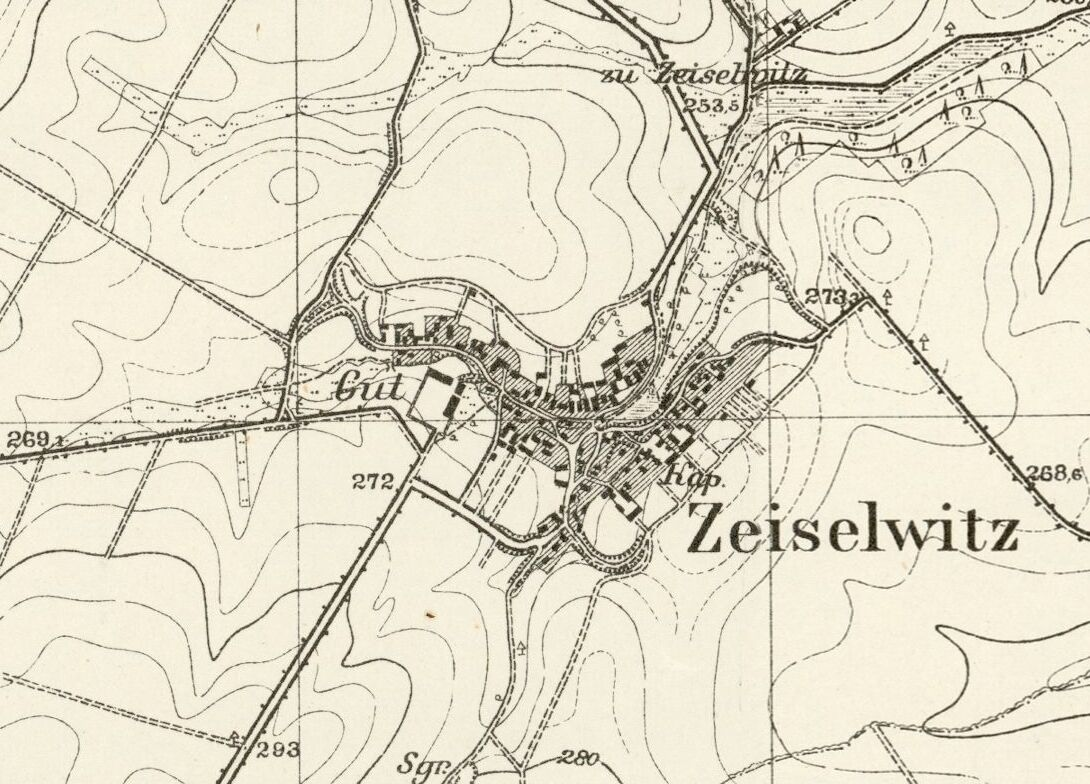
Landkarte von Zeiselwitz (1930)

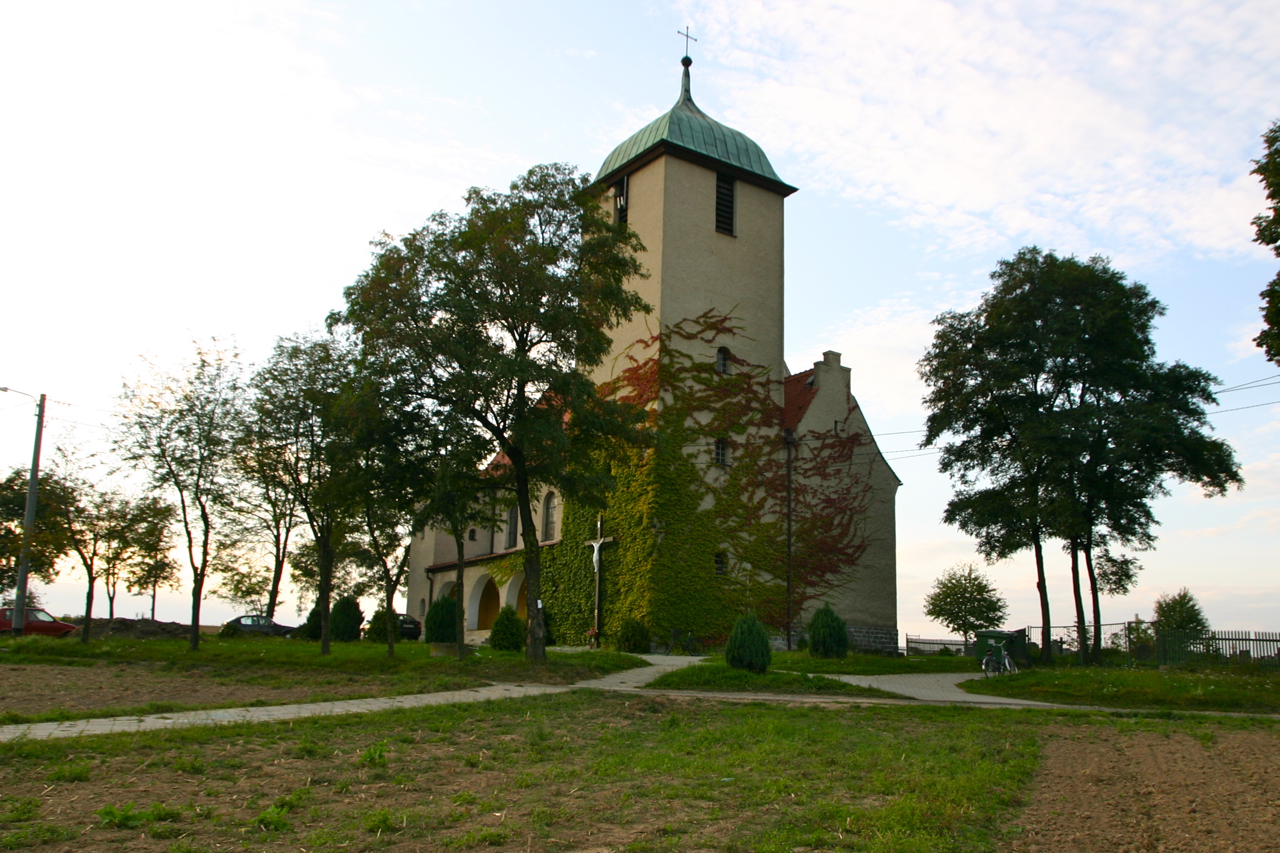
Herz-Jesu-Kirche

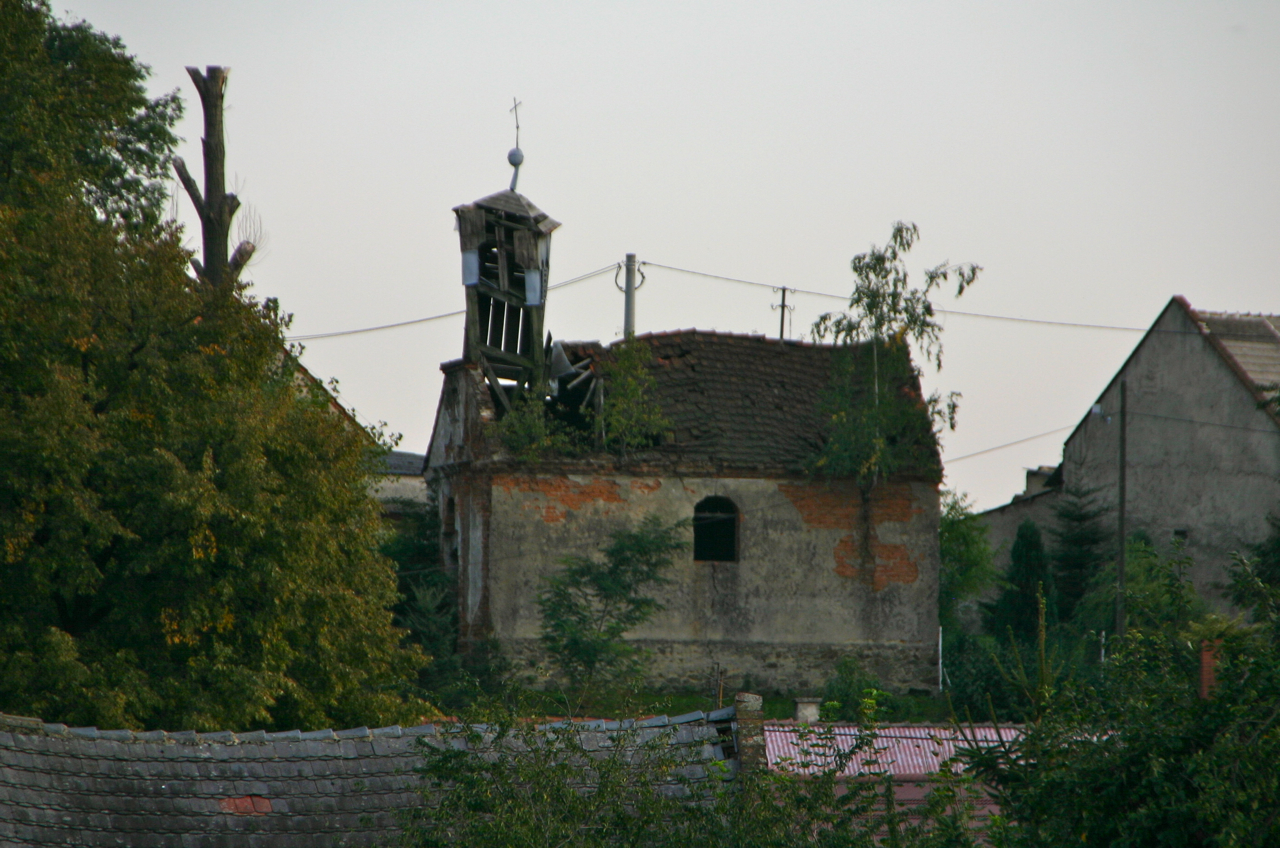
Kapelle

Zeiselwitz wurde in der zweiten Hälfte des 13. Jahrhunderts angelegt und mit deutschen Kolonisten besiedelt. In einer Zehnliste von 1300 wird der Ort erstmals erwähnt. Für das 15. Jahrhundert ist nachgewiesen, dass größtenteils deutsch im Ort gesprochen wurde. 1534 erfolgte eine Erwähnung als Zeiselwitz.
Nach dem Ersten Schlesischen Krieg 1742 gelangte Zeiselwitz mit dem größten Teil Schlesiens an Preußen.
Nach der Neuorganisation der Provinz Schlesien gehörte die Landgemeinde Zeiselwitz ab 1816 zum Landkreis Neustadt O.S. im Regierungsbezirk Oppeln. 1845 bestanden im Dorf ein Vorwerk, eine katholische Schule sowie weitere 91 Häuser. Im selben Jahr lebten in Zeiselwitz 508 Menschen, davon einer evangelisch. 1855 lebten 1707 Menschen in Zeiselwitz. 1865 bestanden im Ort 17 Bauer-, drei Halbbauer-, 35 Gärtner- und 24 Häuslerstellen sowie ein Vorwerk. Die zweiklassige katholische Schule wurde 1865 von 116 Schülern besucht. 1874 wurde der Amtsbezirk Klein Pramsen gegründet, welcher aus den Landgemeinden Klein Pramsen, Leuber, Zeiselwitz und den Gutsbezirken Klein Pramsen und Zeiselwitz bestand. 1885 zählte Zeiselwitz 522 Einwohner.
Zwischen 1932 und 1936 wurde im Ort eine katholische Kirche erbaut. 1933 lebten in Zeiselwitz 487 sowie 1939 481 Menschen. Bis 1945 befand sich der Ort im Landkreis Neustadt O.S.
1945 kam der bisher deutsche Ort Zeiselwitz unter polnische Verwaltung und wurde in Czyżowice umbenannt und der Woiwodschaft Schlesien angeschlossen. 1950 kam der Ort zur Woiwodschaft Oppeln. 1999 kam der Ort zum Powiat Prudnicki.

## Sehenswürdigkeiten
- Die römisch-katholische Herz-Jesu-Kirche (polnisch Kościół Najświętszego Serca Pana Jezusa) wurde zwischen 1932 und 1936 erbaut.[1]
- Kapelle aus dem Jahr 1846 – seit 1966 unter Denkmalschutz.[8]

## Vereine
- Sportverein LZS Czyżowice

## Persönlichkeiten
- Alfred Schneider (1907–1994), Politiker